# Emanuil Aisikowitsch Kaner
Emanuil Aisikowitsch Kaner (russisch Эмануил Айзикович Канер; * 19. November 1931 in Charkow; † 25. Juli 1986) war ein sowjetischer Physiker.

## Leben
Kaner war während des Deutsch-Sowjetischen Krieges mit seiner Mutter nach Blagoweschtschensk evakuiert. 1954 schloss er das Physik-Studium an der Universität Charkow ab. Nach der Aspirantur bei Mark Asbel wurde er mit seiner Kandidat-Dissertation Theorie der Zyklotronresonanz in Metallen 1954 zum Kandidaten der Physikalisch-Mathematischen Wissenschaften promoviert.
1955 trat Kaner in das gerade gegründete Institut für Radiophysik und Elektronik der Akademie der Wissenschaften der UdSSR ein. 1963 wurde er mit seiner Dissertation Die Bose-Anregung und Resonanzphänomene in Metallen zum Doktor der Physikalisch-Mathematischen Wissenschaften promoviert. 1965 gründete er die Abteilung für Theoretische Festkörperphysik und leitete sie dann. Alexander Vilenkin und Robert Schechter gehörten zu seinen Mitarbeitern. Ab 1966 lehrte Kaner am Lehrstuhl für Theoretische Physik der Universität Charkow. Er war Mitherausgeber der internationalen Fachzeitschrift Solid State Communications.
Kaners Hauptarbeitsgebiete waren die Festkörperphysik und die Elektrodynamik der Metalle. Seine ersten Arbeiten behandelten die Interferenz des Lichts in dünnen Metallschichten und die Theorie des anomalen Skin-Effekts. Er untersuchte elektromagnetische Wellen in Metallen und entdeckte die Landau-Dämpfung in Metallen. Damit eröffnete sich der Weg zur Radiospektroskopie der Metalle. Zusammen mit W. F. Gantmacher entdeckte und untersuchte er den Einteilchen-Mechanismus des Eindringens von Radiowellen in Metalle. Er untersuchte Probleme der Instabilität von Wellen in Plasmen. Für seine Arbeiten zur Helicon-Phonon-Resonanz und zur Elektron-Phonon-Wechselwirkung erhielt er 1980 den Staatspreis der UdSSR. Unabhängig von A. L. Schawlow schlug er eine Laser-Methode zur Isotopentrennung vor.
Er war korrespondierendes Mitglied der Ukrainischen Akademie der Wissenschaften.

## Werke
- E.A. Kaner, V.G. Skobov: Electro-magnetic Waves in Metals in a Magnetic Field. Taylor and Francis, London 1968.
- E.A. Kaner, V.G. Skobov: Plasma effects in metals: Helikon and Alfven Waves. Taylor and Francis, London 1971.
- Kaner E.A., Tarasov Yu.V., Usatenko O.V.: Absorption of Rayleigh sound in metals with several groups of carriers. In: 19th conference on acoustic electronics and quantum acoustics (Moscow). 1976.
- Kaner E.A., Tarasov Yu.V., Usatenko O.V.: Rayleigh sound absorption in metals with several groups of carriers. In: 19th conference on physics of low temperatures (Minsk). 1976.
- Kaner E.A., Tarasov Yu.V., Usatenko O.V.: Interaction of helicons and drift electromagnetic waves in semimetals. In: 11-th conference on theory of semiconductors (Uzhgorod). 1983.